# Sundbybergs centrum (metropolitana di Stoccolma)
Sundbybergs centrum è una stazione della metropolitana di Stoccolma.
La sua denominazione trae origine dal quartiere e dal comune su cui sorge, ovvero Sundbyberg. Sul tracciato della linea blu T10 della rete metroviaria locale si trova invece tra le fermate di Solna strand e Duvbo.
Divenne ufficialmente operativa il 19 agosto 1985, così come le altre quattro stazioni posizionate sul percorso della linea T10 nel tratto compreso tra Huvudsta e Rissne.
La piattaforma è sotterranea e si trova a 26 metri sotto il livello del suolo. La stazione, accessibile dal viale Järnvägsgatan, fu progettata dall'architetto Per H. Reimers. I suoi interni ospitano contributi artistici da parte degli artisti Lars Kleen, Peter Tillberg e Michael Söderlundh.
L'utilizzo medio quotidiano durante un normale giorno feriale è pari a 11.200 persone circa.
A pochi metri dalla stazione della metropolitana, in superficie, è presente una stazione servita dalla ferrovia suburbana pendeltåg.

## Tempi di percorrenza
| Linea | Capolinea       | Tempo  | Stazione                               | Tempo              |
| T10   | Hjulsta         | 10 min | Västra skogen Fridhemsplan T-Centralen | 5 min 8 min 11 min |
| T10   | Kungsträdgården | 13 min | Västra skogen Fridhemsplan T-Centralen | 5 min 8 min 11 min |